# Theretra suffusa
Theretra suffusa är en fjärilsart som beskrevs av Walker 1856. Theretra suffusa ingår i släktet Theretra och familjen svärmare. Inga underarter finns listade i Catalogue of Life.

## Beskrivning

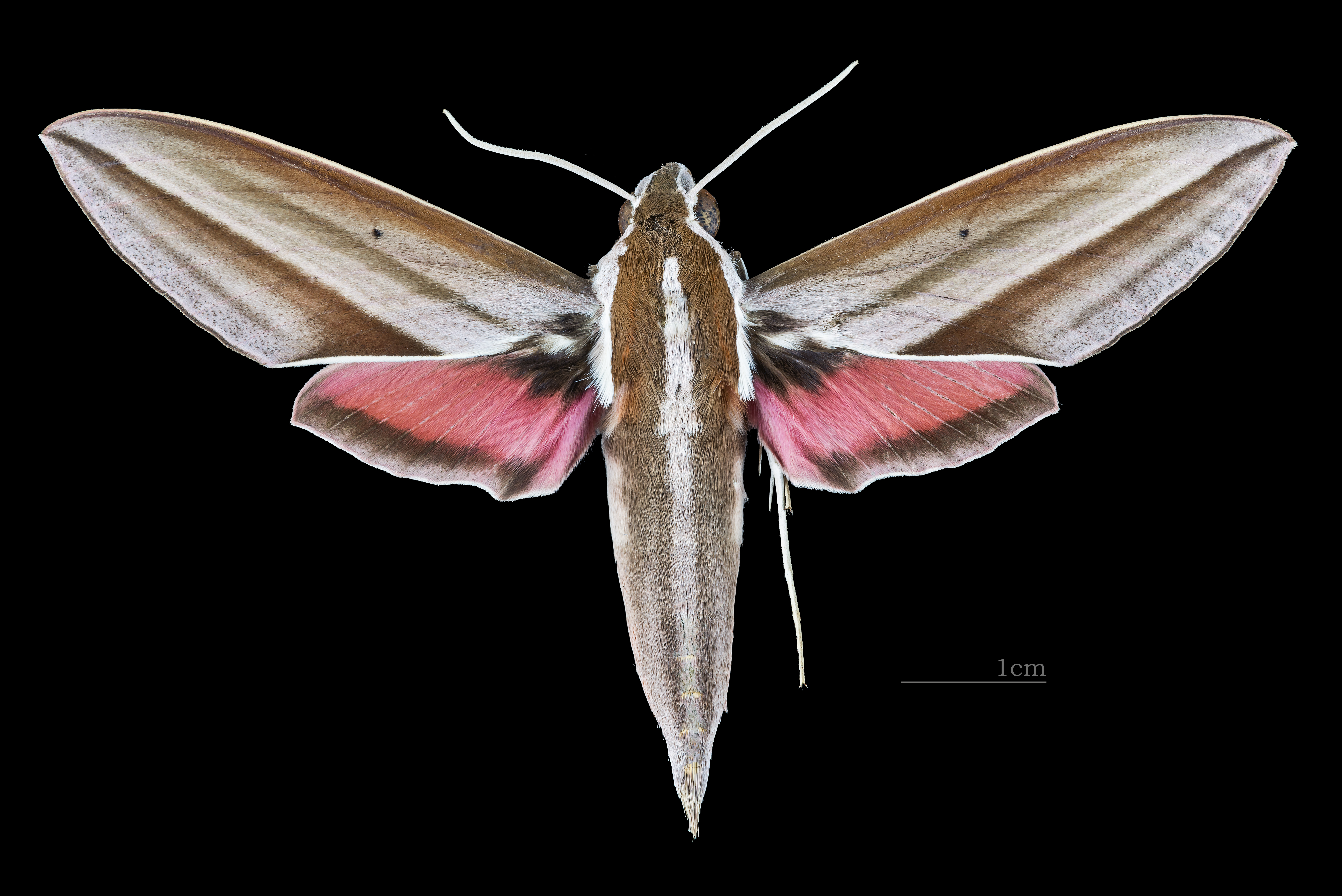
Theretra suffusa ♂
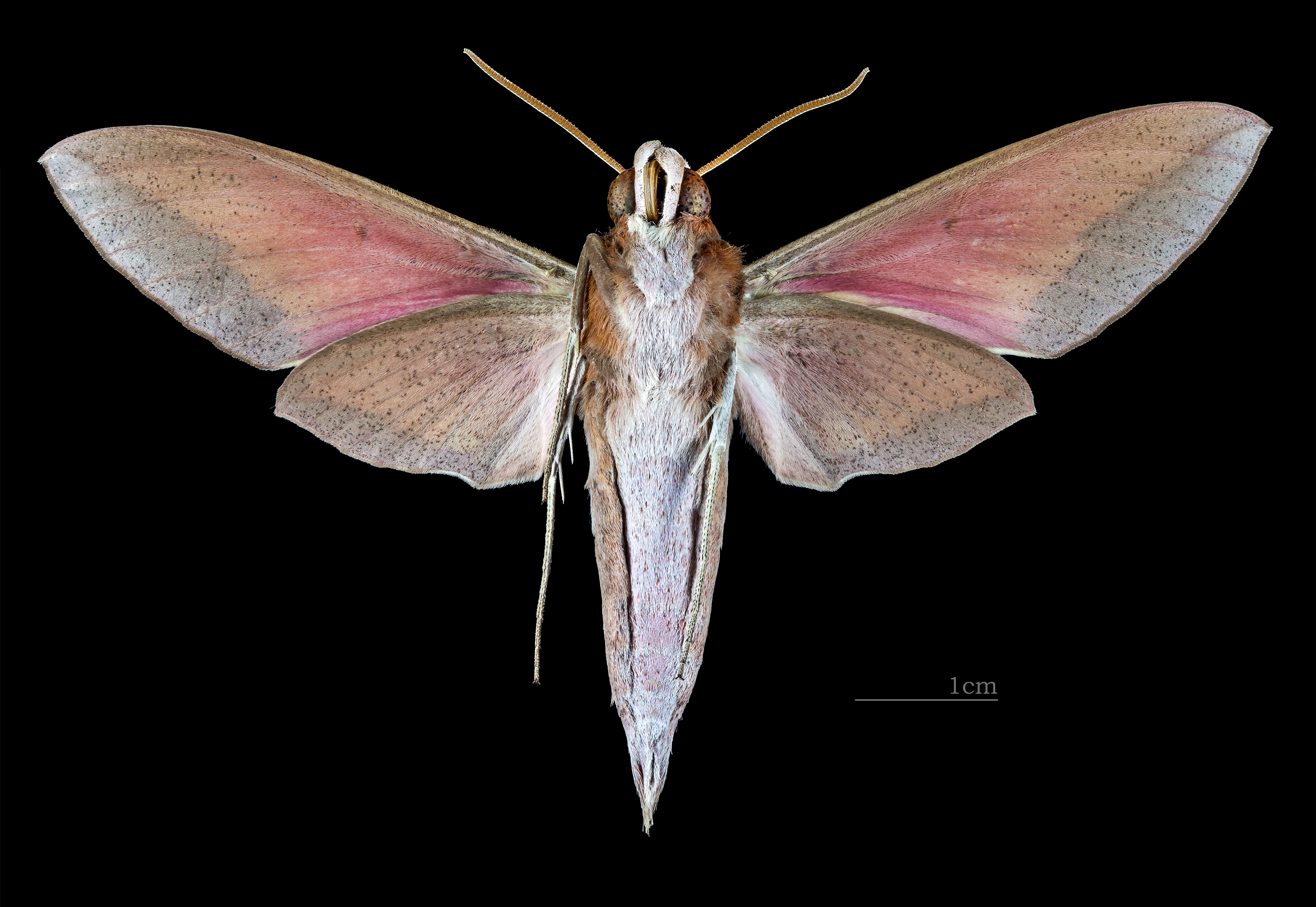
Theretra suffusa ♂ △
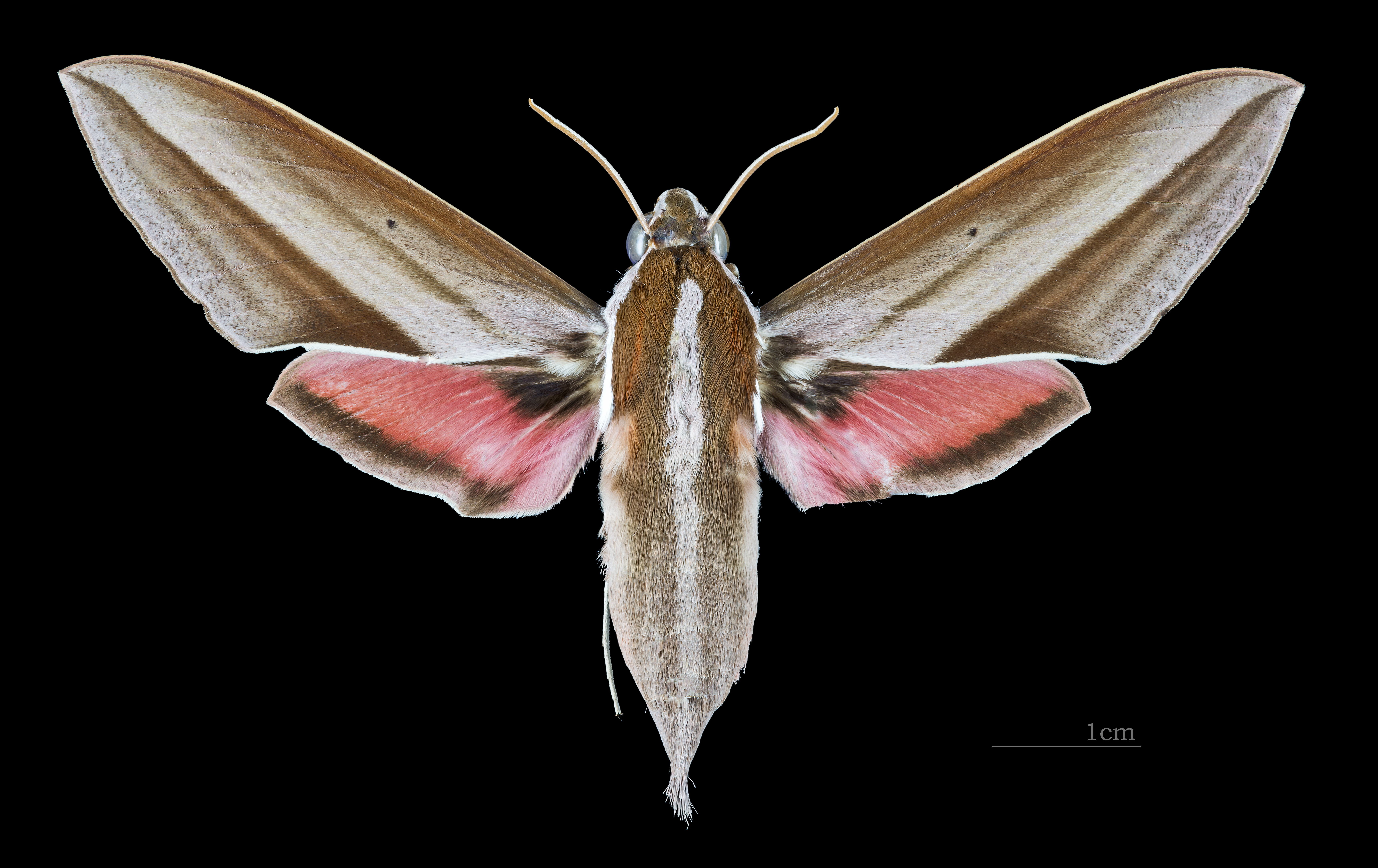
Theretra suffusa  ♀
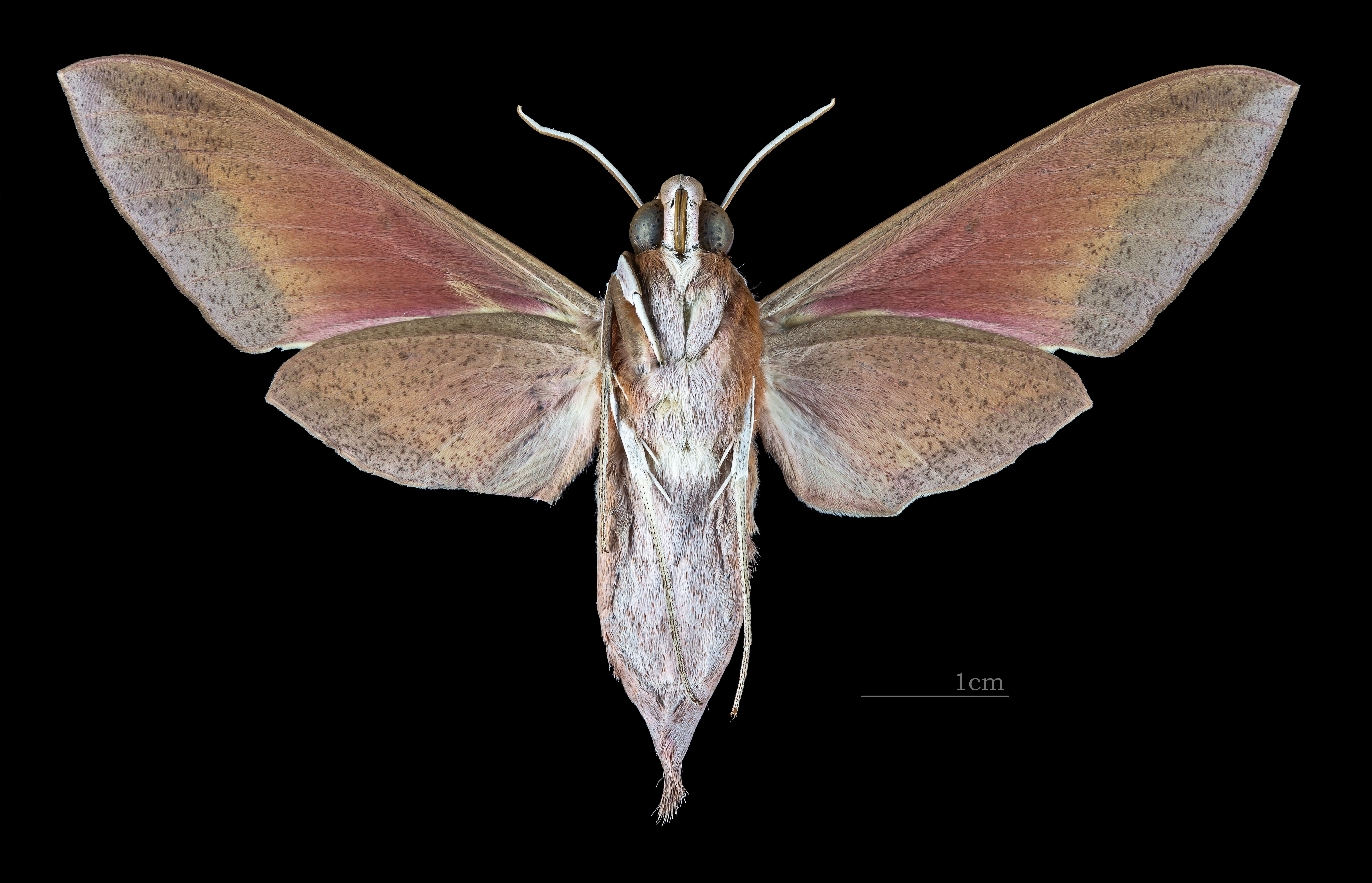
Theretra suffusa ♀ △